# Rafael Macedo
Rafael Godoy de Macedo (São José dos Campos, 15 de agosto de 1994) é um judoca brasileiro.

## Carreira
Mudou-se para Porto Alegre em 2013 e começou a treinar na Sogipa, ao lado de alguns dos melhores judocas do país.
Em 2014, conquistou a medalha de ouro no Campeonato Mundial Júnior de Judô.
No Campeonato Pan-Americano de Judô de 2017, Macedo conquistou a medalha de bronze na categoria Peso Médio (90 kg).
No Grand Slam (o torneio que mais dá pontos no ranking do judô depois das Olimpíadas, do Mundial e do World Masters) de Ecaterimburgo, em 2019, Macedo obteve a medalha de bronze. 
No Campeonato Pan-Americano de Judô de 2019, Macedo conquistou medalha de prata na categoria Peso Médio (90 kg) e medalha de ouro na equipe Mista.
No Campeonato Mundial de Judô de 2019, Macedo venceu a primeira luta, mas foi eliminado no 2º round. Representando o Brasil na seleção mista, obteve a medalha de bronze.
No Campeonato Pan-Americano de Judô de 2020, Macedo conquistou medalha de prata na categoria Peso Médio (90 kg) e medalha de ouro na equipe Mista.
Macedo representou o Brasil nos Jogos Olímpicos de 2020.
No Campeonato Pan-Americano de Judô de 2021, Macedo conquistou a medalha de prata na categoria Peso Médio (90 kg).
Ocupando o 18º lugar no ranking mundial, ele participou do Campeonato Mundial de Judô de 2021, onde venceu duas lutas e foi eliminado nas oitavas de final pelo mongol Gantulgyn Altanbagana. Na competição por equipes mistas, Macedo conquistou o bronze representando o Brasil.
No Grand Slam de Antalya, em 2022, Macedo obteve a medalha de bronze. 
No Campeonato Mundial de Judô de 2022 realizado em Tashkent, Macedo estreou com vitória, mas foi eliminado pelo campeão olímpico Lasha Bekauri nas oitavas de final.
No World Masters (segunda competição mais importante do circuito de judô, depois do Mundial) de 2022, Macedo obteve a medalha de bronze. 
Ocupando o 11º lugar no ranking mundial na categoria judô até 90kg, Macedo disputou o Campeonato Mundial de Judô de 2023 em Doha, no Catar. Venceu duas lutas, uma delas contra Krisztián Tóth, húngaro medalhista de bronze nas Olimpíadas, mas foi eliminado nas oitavas de final pelo russo Mansur Lorsanov.
No Campeonato Pan-Americano de Judô de 2023, realizado em Calgary, no Canadá, venceu três lutas por ippon e conquistou, pela primeira vez, a medalha de ouro na competição continental após obter a prata nas três finais anteriores.
Nos Jogos Pan-Americanos de 2023, Macedo chegou à final contra o cubano Ivan Felipe Silva Morales e ainda forçou duas punições ao adversário. Macedo estava melhor na luta, mas, na tentativa de entrar, colocou a cabeça no chão em movimento interpretado pelo árbitro como irregular (hansoku-make, que é usar a cabeça como defesa de entrada) e foi desclassificado, obtendo a medalha de prata. Também obteve prata na seleção brasileira mista.
No Campeonato Pan-Americano de Judô de 2024, ganhou a medalha de bronze.
No Campeonato Mundial de Judô de 2024, Macedo chegou pela quarta vez seguida às oitavas de final da competição, onde foi eliminado pelo japonês Goki Tajima, que acabou sendo o campeão do torneio.
Em 2024 conquistou a medalha de bronze na disputa por equipes dos Jogos Olímpicos de 2024.
Nos Jogos Olímpicos de 2024 em Paris, Macedo chegou à luta para disputar a medalha de bronze, onde, em uma decisão polêmica, sofreu uma punição e acabou desclassificado, terminando em 5º lugar.  Ganhou uma medalha de bronze na disputa por equipes. 
Em março de 2025, obteve a medalha de bronze no Grand Slam de Tbilisi de 2025.
No Campeonato Pan-Americano de Judô de 2025, conquistou a medalha de ouro, conquistando seu segundo título neste torneio.